# Música da Argélia
A música argelina é praticamente sinónimo de raï entre estrangeiros; o género musical alcançou grande popularidade na França, Espanha e outras partes da Europa. Durante vários séculos, a música argelina foi dominada por estilos herdados de Al-Andalus, formando finalmente um toque norte-africano exclusivo sobre essas formas poéticas. A música argelina tem vindo a incluir suites chamadas nuubaat (singular de nuuba). Derivados posteriores incluem rabaab e hawzii.

## Géneros
A música na Argélia oferece uma rica diversidade de género: música popular (Shaabi), música arabo-andaluza (Malouf San'aa, Gharnati, etc.), árabe clássico, música beduína e berbera (Staifi, Rai, Kabyle, Shawi, Touareg, Gnawa etc.)
Khaled Hadj Ibrahim, conhecido como Cheb khaled, é considerado como o rei da música Rai que alcançou a fama internacional; a música rai é muito popular na Argélia, Marrocos, França, Tunísia, Peru, Líbia, Egipto e todos os países árabes.
Staifi é o género de música iniciado e criado na cidade de Eu-eulma. Este género é principalmente usado em celebrações de casamentos, palavras limpas para o amor puro.
Sha-bii é, em países do norte da África, música folclórica; na Argélia, no entanto, refere-se a um estilo de música popular urbana recente, do qual o artista mais conhecido foi El Hajj Muhammad El Anka, considerado o grande mestre da música clássica andaluza. Os verdadeiros estilos de música popular incluem hofii, uma forma de música vocal feminina e zindalii, de Constantino.
Rai é uma saída criativa para expressar descontentamento político. Esta música é uma mistura entre música ocidental e música beduína.
O Malouf é a música árabe-andaluza de Constantino e também é conhecido na Tunísia e na Líbia. É um grande número de repertórios musicais diversificados da Argélia. No entanto, malouf não pode competir comercialmente com a música popular, sendo ela muito egípcio, e só sobreviveu por causa dos esforços do governo da Tunísia e de vários particulares. Malouf ainda é realizado em público, especialmente em casamentos e cerimónias de circuncisão, embora as gravações sejam relativamente raras.

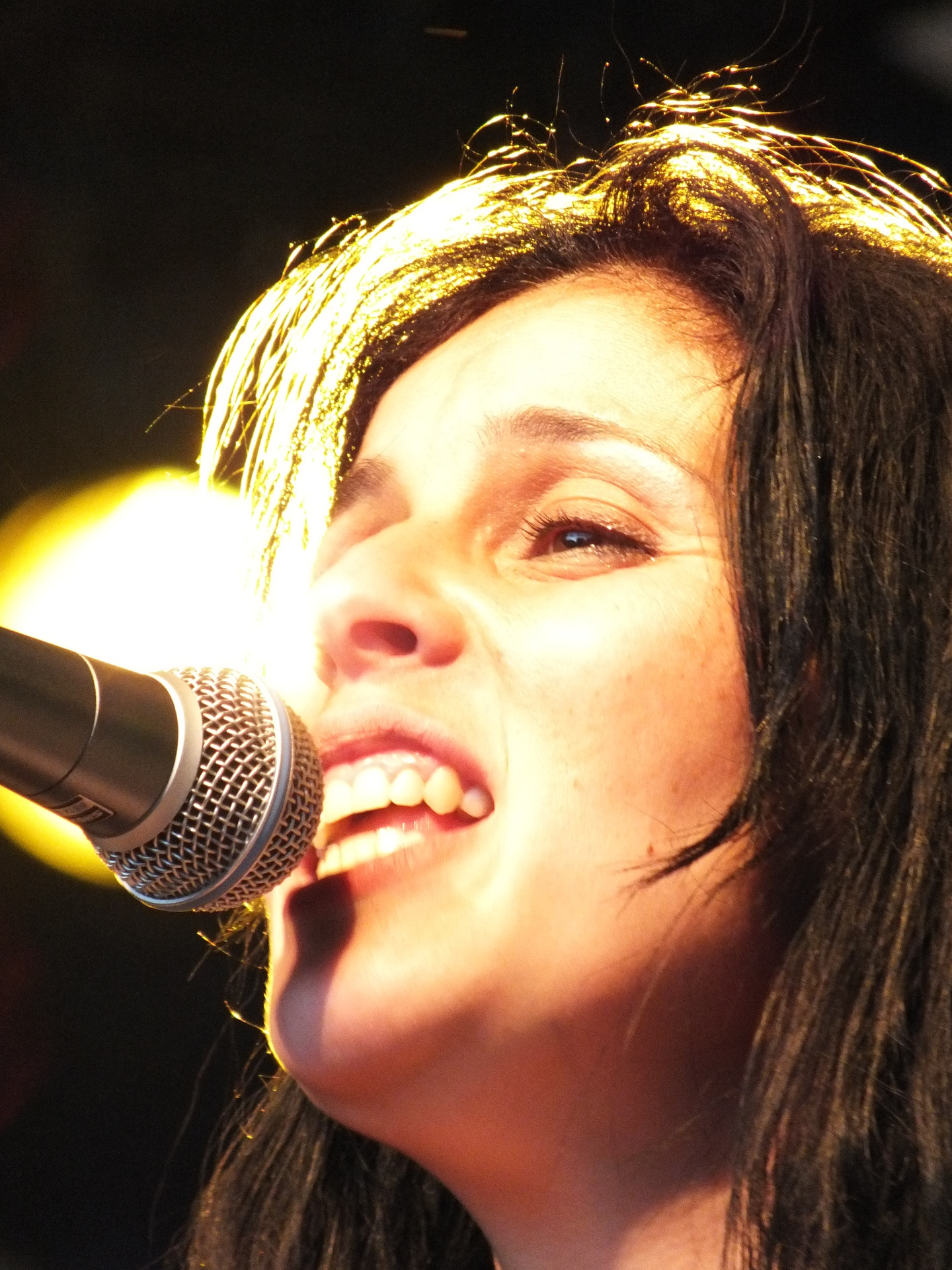
Souad Massi

## Músicos importantes
- Cheikh Larbi Ben Sari, compositor e músico da Escola de Tremecém de música andaluza
- Abdelkrim Dali, música clássica
- El Hadj M'Hamed El Anka, música clássica
- Cheikh Mohamed El Ghafour, músico da Escola de Tremecém da música Hawzi
- Mohamed Tahar Fergani, músico e mestre do estilo clássico Malouf
- El Hachemi Guerouabi, músico e reformador do estilo clássico de Chaabi[1]
- Fadhéla Dziria, cantora da música de estilo clássico Hawzi
- Kamel Messaoudi, cantor da música Chaabi
- Amar Ezzahi, cantor da música Chaabi
- Warda Al-Jazairia, cantora da música oriental árabe clássica[2][3]
- Dahmane El Harrachi, cantor compositor e escritor de música Chaabi
- Zaho, uma cantora argelina de R&B que vive no Canadá[4]
- Souad Massi, cantora, compositora e guitarrista agora morando na França
- Karim Abranis, compositora e guitarrista de Karim Abranis que agora moram na França
- Lounès Matoub, vocalista e poeta[5]
- Khaled, rei do Raï. Cantor, compositor que agora vive na França
- Rachid Taha, Sua música mistura rock, punk e techno com instrumentos árabes tradicionais[6][7]
- Cheb Mami, príncipe do Raï
- Raïna Raï, banda de Raï de Sidi Bel-Abbes
- Cheikha Rimitti, cantora de Raï de Sidi Bel-Abbes
- Djamel Allam, cantora de Bugia